# 上村愛子

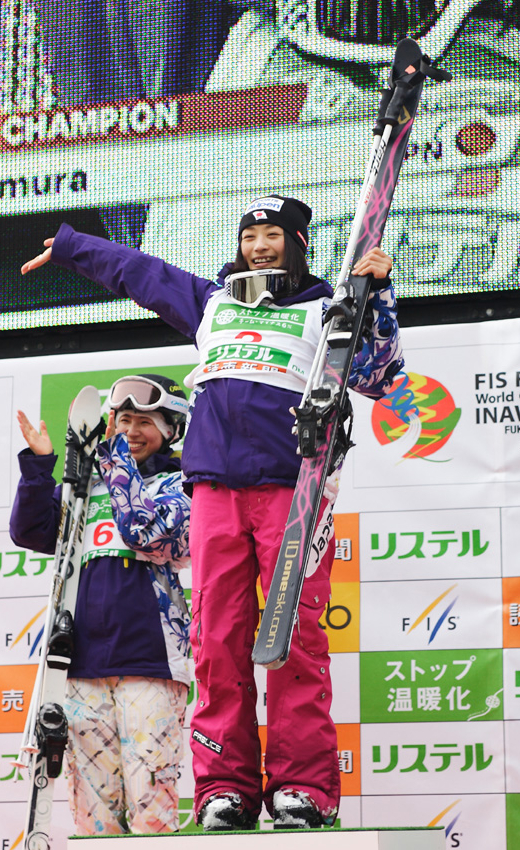
上村愛子（2009年世界自由式滑雪錦標賽）

上村愛子（原名皆川愛子，1979年12月9日—），出生於日本兵庫縣伊丹市，長野縣白馬村長大，日本女子自由式滑雪（雪上技巧）運動員，血型AB型。目前隸屬於北野建設滑雪俱樂部，個人專屬事務所為SPORTS BIZ。2008年獲得紫綬褒章。

## 生涯簡介
1979年12月9日出生於兵庫縣伊丹市，出生後被診斷患上先天性心室中膈缺損症，在2歲時隨家族移居長野縣，3歲開始接觸滑雪運動。
一開始上村愛子參加的是高山滑雪，但是在1994年一次在加拿大威士拿旅行期間，觀看了一場自由式滑雪的雪上技巧賽，自此決定轉投雪上技巧項目。1995年，上村獲得了全日本錦標賽的季軍，同時也獲得錄入國家代表隊的大名單。
1996年參加自由式滑雪世界杯最終站的比賽，即獲得了冠軍。1998年首次參加長野冬季奧運會，獲得了第七名。同年3月高中畢業後加盟北野建設，開始了職業選手生涯，當時只有18歲的她首次參加奧運比賽，掀起了不少話題，也成為了日本具代表性的冬季運動選手之一。
2002年參加鹽湖城冬季奧運會，本來對獎牌充滿期待，但最終只獲第六名。而在2002-03賽季的國際滑雪聯盟世界杯普萊西德湖站比賽中首次獲得了該項賽事的分站冠軍。
2005年開始師事扬内·拉赫泰拉，從其身上改善了迴轉技巧，更在當時鼓勵了受傷患困擾的上村重新振作。2006年都靈冬季奧運會，上村在決賽中創出新高難度動作，最後以第五名完賽。
2007-2008年賽季可說是上村輝煌的一年，在該季的國際滑雪聯盟世界杯比賽中，上村如願成為首位日本選手獲得女子自由式滑雪世界總冠軍的寶座，全年更勝出5場分站比賽。2009年的自由式滑雪世錦賽中也同時獲得了雪上技巧冠軍，更同時獲得溫哥華冬季奧運會的參賽資格。而在該屆奧運的賽事中原本被外界看好可以登上頒獎台，但是最終只能以第四名的成績飲恨。賽後上村一臉迷惘表示：「雖然使出了全力，但這次不能登上頒獎台感到遺憾......」，更因此而流下眼淚。
而在比賽結束後，上村更新了自己的部落格：「為何會這樣？......一切都毀在我的手上......但是，我真的感到很幸福啊！」
不過上村很快收拾了自己的心情，在同年3月7日舉行的自由式滑雪世界杯日本站比賽中以23分獲得女子雪上技巧的冠軍。

## 個人感情生活、慈善活動
2009年6月11日，上村愛子正式宣佈與高山滑雪選手皆川賢太郎結婚，但是在公眾活動以及比賽都會繼續以上村愛子的名義出現。
2005至2006年期間，上村開始關注地球暖化造成降雪量不足的問題。2007年3月，上村與皆川賢太郎以及滑雪界前輩兼參議院議員荻原健司一同會見時任環境相若林正俊，並開展了相關的社會公益活動。
而她在滑雪界的超人氣更獲得了不少廣告代言合約，至今已參與超過十多個廣告的拍攝。

## 生涯重要成績
- 冬季奧運會
  - 1998年（日本長野） - 第七名（總分23.79，迴轉13.10+空中4.71+時間5.98）
  - 2002年（美國鹽湖城） - 第六名（總分24.66，迴轉13.30+空中5.22+時間6.14）
  - 2006年（意大利都靈） - 第五名（總分24.01，迴轉12.50+空中5.75+時間5.76）
  - 2010年（加拿大溫哥華） - 第四名（總分24.68，迴轉12.90+空中5.16+時間6.62）

- 國際滑雪聯盟世錦賽/世界杯
  - 2007-2008賽季 全年總冠軍（第一位日本選手獲得此殊榮）

## 外部連結
- SPORTS BIZ - 上村愛子個人檔案
- 上村愛子公式網站 （页面存档备份，存于）
- 上村愛子公式部落格 （页面存档备份，存于）
- Moguls - 上村愛子專題: 『好きこそ物の上手なれ…。』 （页面存档备份，存于）